# Chintinici, Neamț
Chintinici este o localitate componentă a orașului Roznov din județul Neamț, Moldova, România.